# Claude Joseph de Laplanche-Morthières
Pour les articles homonymes, voir Laplanche.
Claude Joseph Laplanche-Morthieres, né le 28 juin 1772 à Aulnay (Aube), mort le 28 octobre 1806 à Chieti (Italie), est un général français de la Révolution et de l’Empire.

## États de service
Il entre en service le 25 avril 1785, dans les pages de la Grande Écurie de la maison du roi, il en sort le 6 février 1788, pour passer sous-lieutenant au régiment de Normandie. Il est nommé lieutenant le 20 mars 1791, et il s’embarque le 9 avril 1792, sur la frégate « La sémillante », qui transporte les troupes vers la Martinique et Saint-Domingue. Il devient capitaine le 9 juillet 1792.
Rembarqué sur cette même frégate début 1793, il se trouve le 27 mai au combat livré par ce bâtiment à une frégate anglaise à la hauteur du Cap Finisterre. Atteint par quatre coups de feu, il ne veut pas quitter son banc de quart et par deux fois il empêche que l’on amène le pavillon, en le relevant sous le feu meurtrier de l’ennemi. La convention, à qui le ministre de la marine a rendu compte de sa belle conduite, déclare qu’il a bien mérité de la patrie et à titre de récompense lui décerne le grade de lieutenant-colonel.
Envoyé en Vendée, il y fait les campagnes de l’an II à l’an IV, aux armées des côtes de Brest, de l’Ouest et des côtes de l’Océan, sous les ordres des généraux Tribout, Canclaux, Rossignol et Hoche.
Il est nommé chef de brigade par le général en chef Hoche le 14 septembre 1796 à la 1re légion des francs, qui devient le 22 septembre 1797, 14e demi-brigade d’infanterie légère. En l’an V il est employé à l’armée expéditionnaire d’Irlande, et après le retour de la flotte, il rejoint l’armée de Sambre-et-Meuse, où il déploie une grande bravoure à la bataille de Neuwied le 18 avril 1797. En l’an VI, il sert à l’armée d'Helvétie, puis à celle du Danube et des Grisons, il est blessé à la hanche droite d’un coup de feu à l’affaire de FeldKirch le 23 mars 1798.
Il rejoint l’armée du Rhin en l’an VIII, et il se distingue à Engen le 3 mai 1800, à  Moesskirch les 4 et 5 mai, à Biberach le 9 mai, à Landshut le 7 juillet et à Hohenlinden le 3 décembre 1800.
Le 2 octobre 1802, il est nommé adjudant supérieur du palais du gouvernement, et il est promu général de brigade le 29 août 1803. Il est fait chevalier de la Légion d’honneur le 11 décembre 1803, et le 21 du même mois, il est envoyé rejoindre le corps des grenadiers de la réserve rassemblé à Arras. Il est élevé au grade de commandeur de la Légion d’honneur le 14 juin 1804. Le 20 octobre 1804, il se rend au Havre pour commander 4 bataillons des grenadiers de la réserve, et il est attaché l’année suivante à la 1re division du 5e corps de la Grande Armée. 
Le 4 avril 1806, il part pour l’Italie, et il meurt de la petite vérole le 28 octobre suivant à Chieti.

## Sources
- (en) « Generals Who Served in the French Army during the Period 1789 - 1814: Eberle to Exelmans »
- Thierry Pouliquen, « Les généraux français et étrangers ayant servis [sic] dans la Grande Armée » (consulté le 15 mars 2014)
- A. Lievyns, Jean Maurice Verdot, Pierre Bégat, Fastes de la Légion-d'honneur, biographie de tous les décorés accompagnée de l'histoire législative et réglementaire de l'ordre, Bureau de l’administration, janvier 1844, 529 p. (lire en ligne), p. 302.
- « Cote LH/1478/10 », base Léonore, ministère français de la Culture
- (pl) « Napoléon.org.pl »